# ادموند سامنر
ادموند سامنر (انگلیسی: Edmond Sumner؛ زادهٔ ۳۱ دسامبر ۱۹۹۵) بازیکن بسکتبال اهل ایالات متحده آمریکا است.
از باشگاه‌هایی که در آن بازی کرده‌است می‌توان به ایندیانا پیسرز اشاره کرد.